# Antoine-Athanase Royer-Collard
Antoine-Athanase Royer-Collard (Sompuis, 7 de febrero de 1768-París, 27 de noviembre de 1825, fue un médico psiquiatra francés, profesor de medicina forense, miembro de la Académie Nationale de Médecine  y médico jefe del asilo de Charenton.

## Biografía
Hijo de Antoine Royer y Angélique-Perpétue Collard, una pareja de agricultores Antoine-Athanase creció en un ambiente jansenista. Hermano del filósofo Pierre-Paul Royer-Collard y padre de Hippolyte Royer-Collard, comenzó enseñando humanidades en el Oratorio de Jesús de Lyon antes de fundar un periódico político Le Surveillant durante la Revolución. Se pronunció enérgicamente contra los demagogos. Durante el Terror, tuvo un modesto trabajo en la administración de alimentos en el ejército de los Alpes. En 1795, llegó a París para seguir cursos de medicina, siendo ya padre de familia. Tras doctorarse en 1802, al año siguiente fundó la revista Bibliothèque médicale, que, en opinión de F.-G. Boisseau, fue la mejor de las "revistas médicas mientras la enriqueció con sus artículos".
Poco después, fue nombrado médico jefe del manicomio de Charenton en 1806, y posteriormente, profesor de medicina legal en la Facultad de París en 1816. Ddurante algún tiempo se encargó con éxito de un curso de medicina mental. En 1809 fue nombrado inspector general de las escuelas de medicina y en 1816 profesor de medicina legal en la Facultad de Medicina de París. En 1823, la disolución de la Facultad de Medicina de París por parte de Luis XVIII le privó de su cargo de inspector general de las Escuelas de Medicina.
Entre sus pacientes se encontraba Eugène Hugo, hermano del poeta. Está enterrado en el cementerio del Père-Lachaise (9ª división)

## Obras y publicaciones
Además de su tesis inaugural, impresa en 1802 con el título Essai sur l'Aménorrhée, fue responsable de la creación de dos publicaciones periódicas. Escribió varios artículos en el Bulletin de l'Athénée de médecine de París, en el Grand Dictionnaire des sciences médicales y en el Journal des débats. Entre 1824 a 1825 fue director del Recueil de médecine vétérinaire.
- Essai sur l'aménorrhée, ou suppression du flux menstruel, [Thèse de Médecine, Paris, 1801-1802], Chez Gabon et Compagnie, libraires, place de l'Ecole de médecine (Paris), An X, 1801-1802, 149 p. ; in-8.
- Rapport adressé à S. E. le ministre de l'Intérieur sur les ouvrages envoyés au concours sur le croup , par la commission chargée de l'examen et du jugement de ces ouvrages, Impr. impériale (Paris), 1812, 183 p. ; in-8, archivo en línea en Gallica.
- Observations sur un écrit ayant pour titre : "Mémoire pour Mme de Chambon, appelante du jugement qui nomme M. Fréteau administrateur provisoire de la personne de d'Arbonville, contre M. Dupaty et M. et Mme de La Chataigneraye, intimés", impr. de Vinçard (Paris), 1806, in-8° , 32 p.